# Saattoq
Saattoq (zastarale Sâgtoq, Sãtoq nebo Sàtoq) je zaniklá osada v kraji Qaasuitsup v Grónsku. Nachází se na ostrově Sattorsuaq, nacházejícím se v Upernavickém souostroví u Tasiusackého zálivu. Název znamená „ten, kdo je vpředu“.

## Historie
Osada byla založena v roce 1881. Byla to velice malá osada a po celou dobu svojí existence tu žilo vždy méně než 10 obyvatel. Přežil však až do roku 1957, když se zbývající obyvatelé přestěhovali do Nutaarmiutu.